# Sitalce
Sitalce (in greco antico: Σιτάλκης o Σιτάλκα?; ... – 424 a.C.) fu re della Tracia dal 431 al 424 a.C..

## Biografia
Sitalce era il figlio secondogenito di Teres I e, alcuni anni dopo la morte del padre (450 a.C.), gli succedette sul trono (431 a.C.), forse subentrando al fratello Sparadoco. Sitalce compì diverse spedizioni per espandere il regno degli Odrisi, il più potente popolo trace dell'epoca, e riuscì a controllare tutto il territorio tra lo Strimone, il Danubio, il Mar Nero e l'Egeo.
Più tardi esiliò il  fratello, ma ottenne dagli Sciti, contro i quali stava organizzando un attacco, che, in cambio di Skyles, un re scita rifugiatosi da Sitalce, gli fosse riportato indietro. 
Durante la Guerra del Peloponneso, grazie alla mediazione dell'Ateniese Ninfodoro e al matrimonio della sorella di quest'ultimo con Sitalce, stipulò un'alleanza con Atene per poter attaccare Perdicca II di Macedonia, alleato degli Spartani, ed occupare così le città della Penisola Calcidica. Nel 429 a.C. attaccò la Macedonia con un esercito di 150.000 Traci e alleati portando con sé Aminta II, pretendente al trono contro Perdicca, la spedizione, tuttavia, fallì a causa della cattiva gestione dei rifornimenti. Consegnò anche alcuni ambasciatori spartani agli Ateniesi, che li fecero giustiziare.
Nel 424 a.C. attaccò i vicini Triballi, un potente popolo trace, ma venne sconfitto e morì durante la campagna. Gli succedette al trono Seute I, figlio del fratello Sparadoco.
Il Sitalk Peak, sull'Isola Livingston delle Isole Shetland Meridionali, in Antartide, prende il nome da Sitalce.